# なんちゃって
なんちゃっては、「ほんの冗談（でした）」という意味の俗語である。また「本物・本当ではない、模造（した）、偽物（の）」という意味の俗語でもあり、連体詞的にも使われる。特に前者の意味の場合、なーんちゃってともいう（「なあんちゃって」「なぁんちゃって」とも表記）。「……なんて言っちゃって」の変化した言葉。
1977年（昭和52年）には、東京都の電車内で「なーんちゃって」と言って乗客たちの笑いを誘うといわれたなんちゃっておじさんがラジオ番組などでブームとなったことや、堅固な表現への気恥ずかしさを表した言葉として、自分のことを他人事のようにはぐらかしたい当時の若者世代の気質にも合致したことで当時の流行語になり、翌1978年（昭和53年）には健康器具「ルームランナー」の広告にも用いられた。
2010年代後半に話題になった、年長のおじさんが若い女性に対して送って気持ち悪がられる「おじさんLINE」の「おじさん構文」では、特徴として顔文字や絵文字や句読点の濫用などと並んで、セクハラ気味の冗談を書いた後に「ナンチャッテ（笑）」「冗談（笑）」などと自虐することが挙げられている。

## 連体詞的用法の例
- なんちゃって制服
- なんちゃって女子高生
- なんちゃってコギャル
- なんちゃっておじさん、東京都の電車内に出没して乗客たちを笑わせたといわれる中年男性、日本の都市伝説の一。
- なんちゃって正社員
- なんちゃってレズ（ビアン）
- なんちゃってブランド - コピー商品、偽ブランドなどのことをいう。
- なんちゃってMTB - ルック車(マウンテンバイク風自転車)
- なんちゃってサイクロン - 国内メーカーの掃除機が遠心分離ができないにもかかわらず『サイクロン掃除機』を名乗っていることから。